# Corriente Renovadora
Corriente Renovadora es un movimiento político dentro del llamado justicialismo que nació en la provincia de Santiago del Estero durante la década de 1980. Es antagónico del "juarismo".
Fue fundado por el Ing. César Iturre quien fue gobernador de la provincia de Santiago del Estero en el período de 1987 a 1991, quién posteriormente fue diputado nacional en el período de 1991 - 1995. Tuvo otro gobernador que fue el Ing. Carlos Aldo Mujica, cuyo gobierno considerado pésimo por casi todos los santiagueños llevó al "Santiagueñazo", el 16 de diciembre de 1993.
Actualmente en dicha agrupación política se encuentra al frente, el Dr. Cesar Eusebio Iturre (h), quien es además diputado provincial en Santiago del Estero.